# Lilium matangense
Lilium matangense (em chinês=马塘百合|ma tang bai he) é uma espécie de planta com flor, pertencente à família Liliaceae.
A planta é nativa da República Popular da China da região noroeste da província de Sichuan, tendo o seu habitat na altitude entre 3200-3300 metros.